# Sundbybergs kyrka
Sundbybergs kyrka, kyrkobyggnad i Sundbybergs församling och ligger centralt i Sundbyberg på Rosengatan 15 i kvarteret 2:19 i Sundbybergs kommun, Stockholms län, Uppland. Sundbybergs kyrka är skyddad enligt 4 kapitlet lagen om kulturminnen; den är ett kyrkligt kulturminne.

## Historik

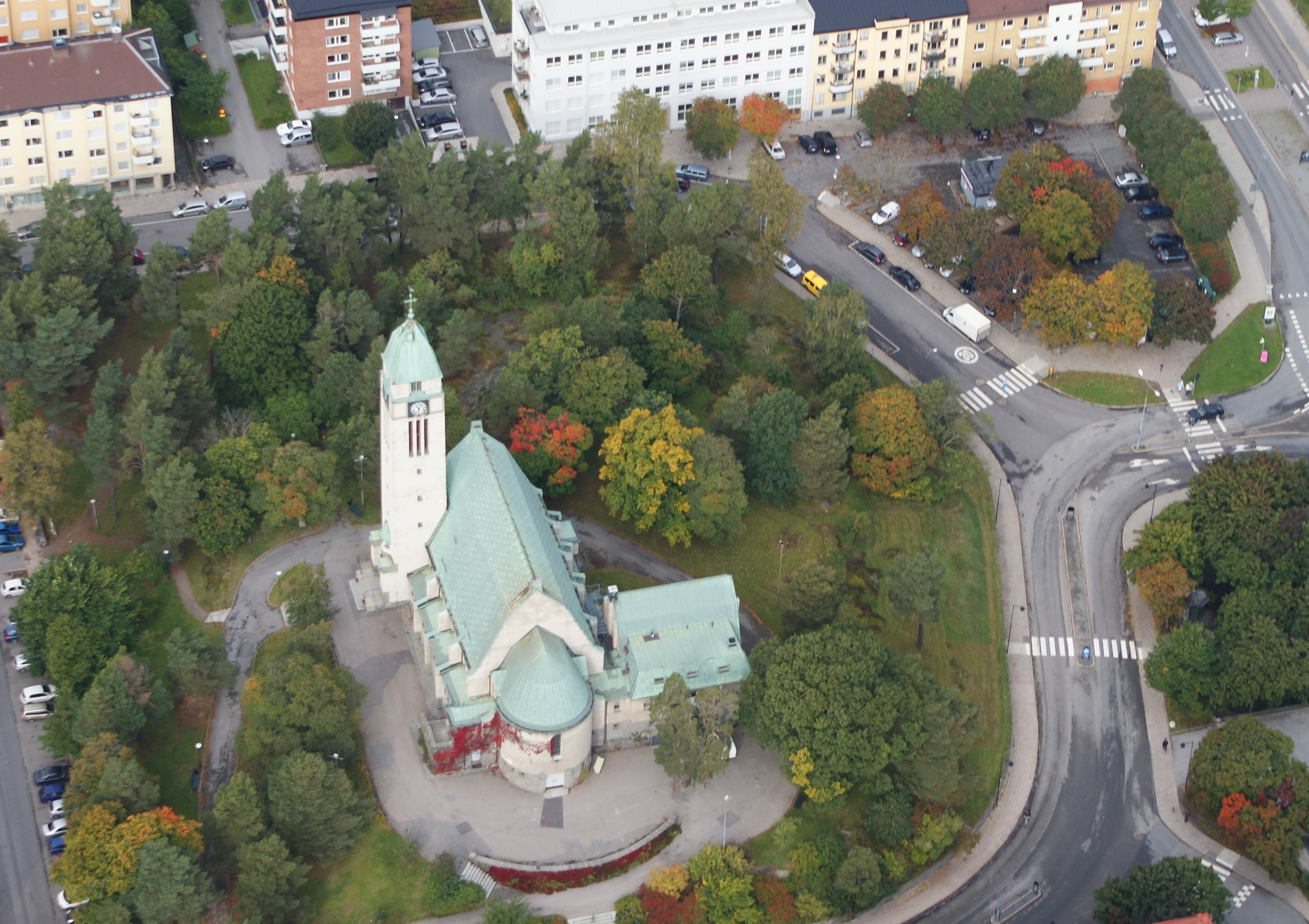
Sundbybergs kyrka sedd från ovan. September 2012.

Sundbybergs kyrka ligger monumentalt på en höjd på den tallbevuxna Kyrkoparken och uppfördes i jugendstil efter ritningar av arkitekt Axel Sjögren (1877–1962) och invigdes 1911. Sundbybergs kyrka har tydliga influenser från Hjorthagskyrkan i Stockholm, som invigdes 1909 och är ritad av arkitekten Carl Bergsten. Axel Sjögren var verksam i Stockholm från 1903 och har inte ritat några andra kyrkor. Vid tiden för Sundbybergs kyrkas uppförande var det en brytningstid i svenskt kyrkobyggande arkitektoniskt, men även i liturgiskt avseende. 1800-talets historiserande nygotik stod mot mer moderna uttrycksmedel. För att upprätta förslag till den nya kyrkan i Sundbyberg bjöd kyrkorådet in två arkitekter. Den ene, Gustaf Hermansson, representerade den äldre generationens arkitektur. Den andre, Axel Sjögren, var ung och oprövad. Hermanssons förslag var utfört i traditionell nygotik och väckte inget intresse hos beställarna, särskilt inte då förslaget dessutom var dyrare. Sjögrens förslag var betydligt modernare, inspirerat av Hjorthagens kyrka och antogs av kyrkorådet. Som anställd på Bergstens kontor hade Axel Sjögren arbetat med den för tiden moderna Hjorthagskyrkan.

## Eget pastorat
Vid 1800-talets slut omvandlades Sundby gård till förorten Sundbyberg. Ännu i slutet av 1800-talet och i början av 1900-talet låg Sundbyberg i Bromma socken. Sundbyberg tillhörde Bromma församling fram till 1909, då Sundbyberg bröts ut från Bromma och blev eget pastorat. Avståndet från Sundbyberg till Bromma kyrka var dock stort, varför Anders Petter Löfström lät uppföra ett kapell 1878. Kapellet blev med tiden för litet för att motsvara köpingens behov och under 1880-talet beslöt man att uppföra en kyrka på den mark som Anders Petter Löfström hade donerat för stadens räkning. Till följd av järnvägens dragning 1876 över den dåvarande herrgården Sundbybergs ägor växte Sundbybergs stad fram. Anders Petter Löfström, som var ägare till gården, utnyttjade de goda kommunikationerna och anlade därför en förstad. Utvecklingen för Sundbybergs del drog fördel av den svåra bostadsbrist som fanns i Stockholm i slutet på 1800-talet. Sundbyberg växte fram som stationssamhälle och industriort och blev köping 1888 och fick stadsrättigheter 1927. År 1909 delades Bromma församling, så att Sundbyberg blev eget pastorat. Namnet Sundbyberg har sedan 1700-talet använts på ett område vid det gamla Sundby, som då tillhörde Bromma. Ordet sund syftar på Bällstaån, vars vatten förr stod högre.
Bebyggelsemässigt är Sundbyberg idag sammanväxt med huvudstaden och utgör en del av Storstockholm. Sundbyberg är en av Stockholms äldsta förorter och den genomkorsas av Europaväg 18 (E18) och järnvägen Stockholm-Västerås samt av tunnelbanan. Sundbyberg bildar egen kommun och idag är Sundbyberg till största delen bebyggt med flervåningshus. Sundbybergs kommun består förutom av Sundbybergs centrum även av stadsdelarna Duvbo, Lilla Alby, Storskogen, Hallonbergen och Ursvik samt den senast tillkomna stadsdelen Rissne, som invigdes under 1980-talet.

## Kyrkobyggnaden
Sundbybergs kyrka började uppföras 1909, sedan det tidigare samma år blivit klart att Sundbyberg skulle få bilda en egen församling. Redan under hösten 1910 var kyrkan färdig för invigning, men på grund av en tvist om begravningsplatsen med Bromma sköts invigningen upp till 4 juni 1911.
Kyrkan är en treskeppig basilika i jugendstil, tydligt influerad av den något äldre Hjorthagskyrkan i Stockholm. Arkitekten Axel Sjögren lade sig vinn om att ge kyrkobyggnaden tydliga drag av svensk nationalromantik. Kyrkan är byggd i öst–västlig riktning med koret utformat som en absid. Vid sydvästra sidan finns kyrktornet. Församlingssal, sakristia och övriga utrymmen ligger i en separat utbyggnad på norra sidan. Under koret uppfördes ursprungligen ett gravkapell, vilket numera används som lillkyrka.

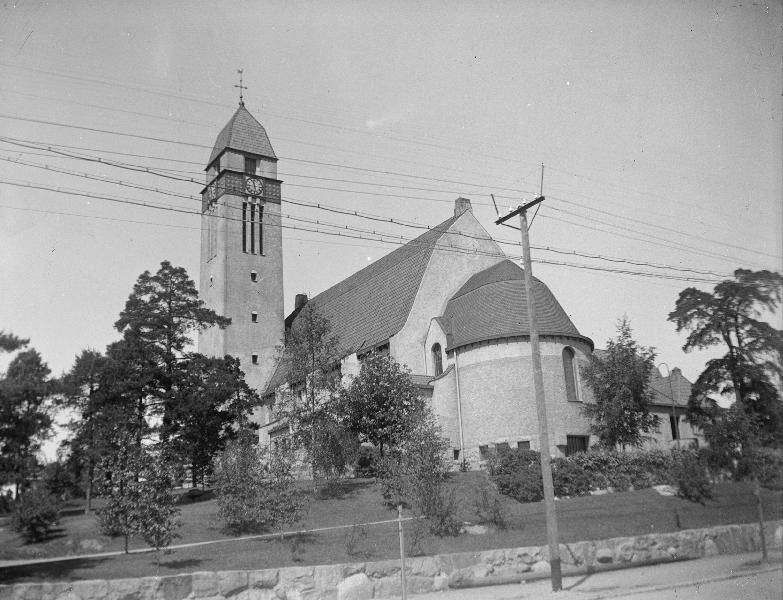
Sundbybergs kyrka från sydöst. Foto: före 1938. Fotograf: August Schagerström. Kulturmiljöbild, Riksantikvarieämbetet.[2] August Schagerström var en flitig amatörfotograf.
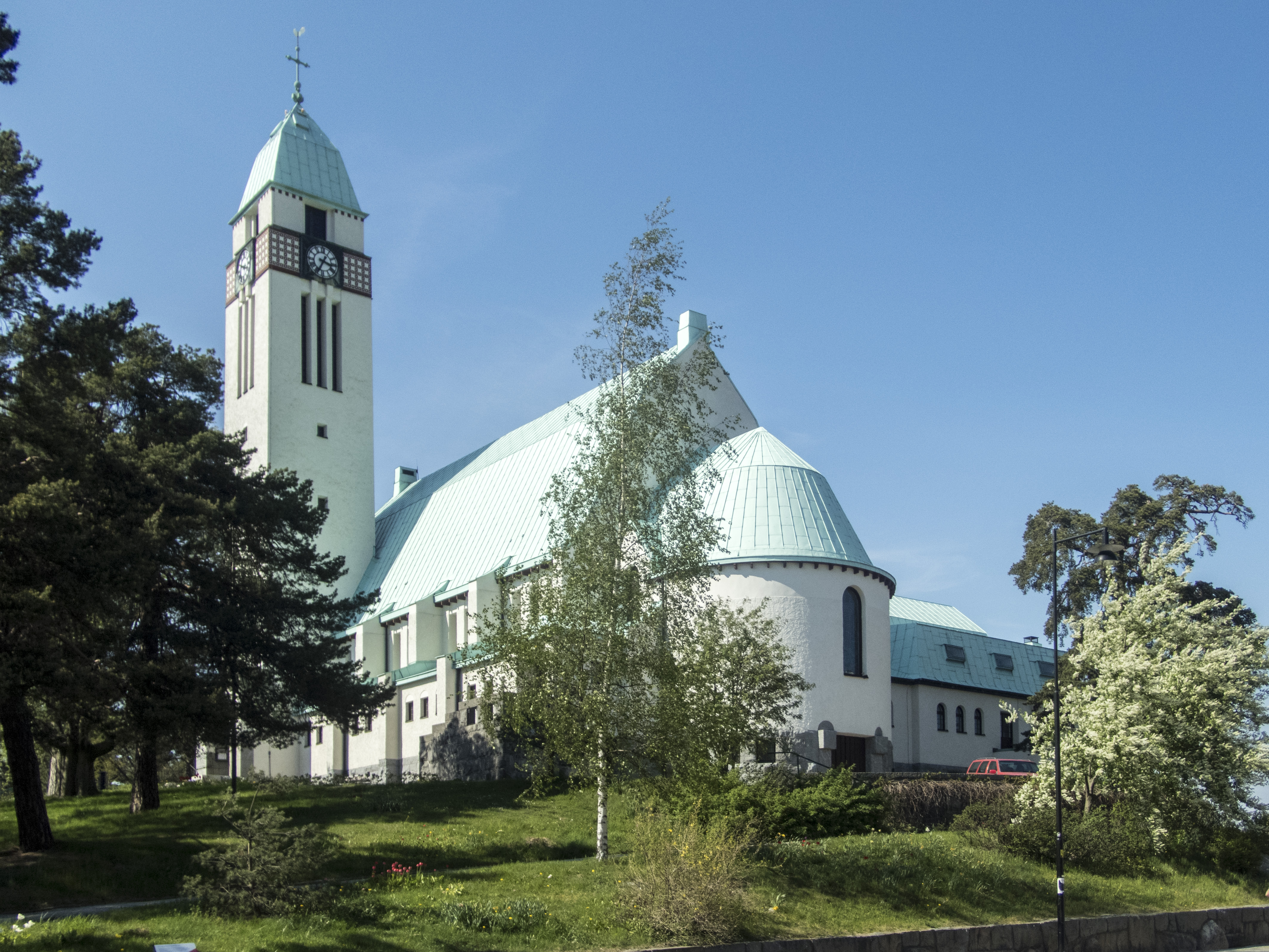
Sundbybergs kyrka från sydöst. Foto: 2017.
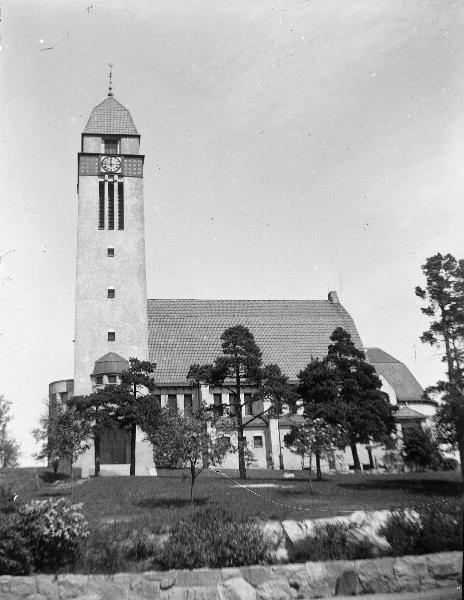
Sundbybergs kyrka mot söder. Foto: före 1938. Fotograf: August Schagerström. Kulturmiljöbild, Riksantikvarieämbetet.
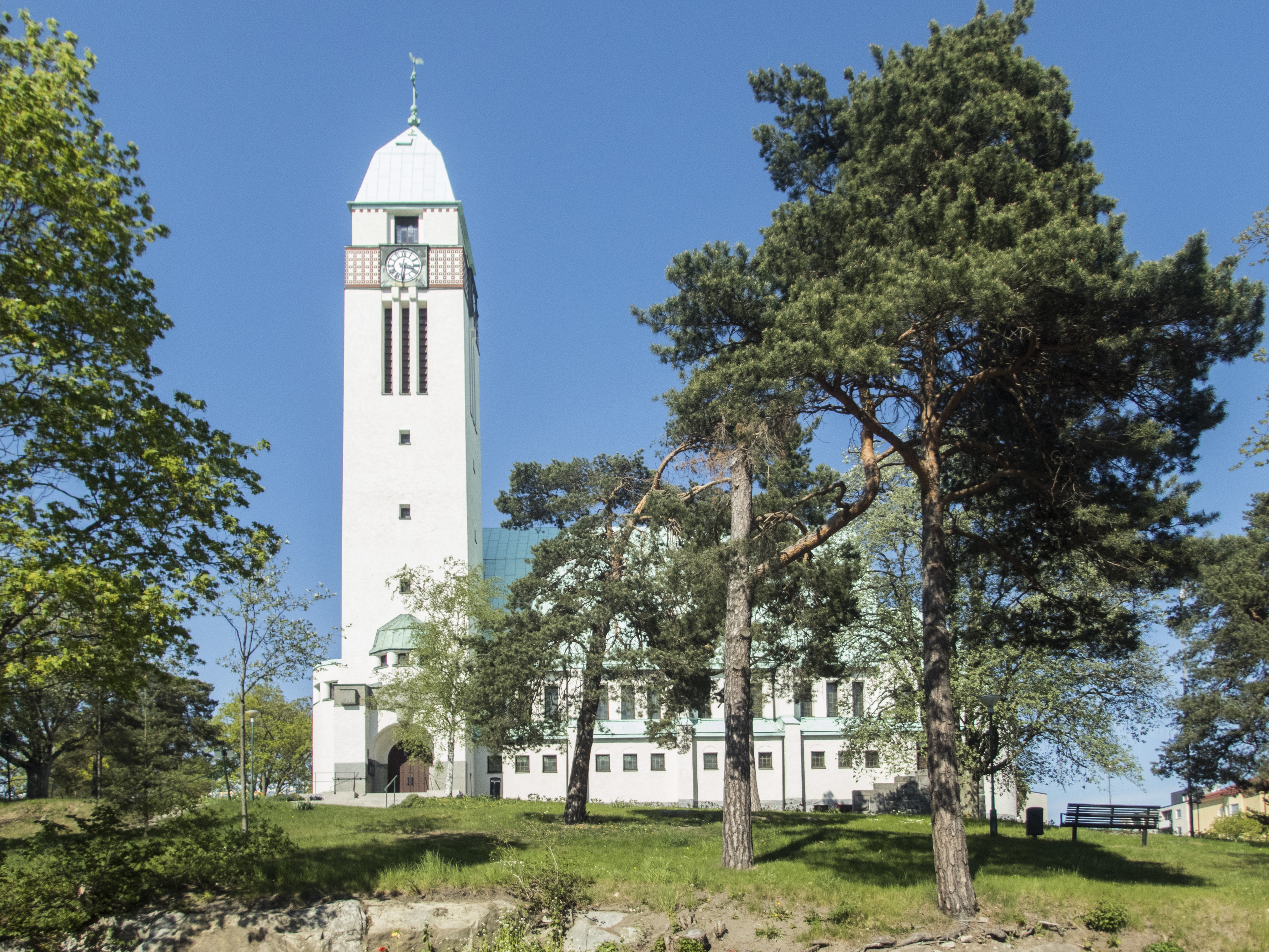
Sundbybergs kyrka från söder. Foto: 2017.
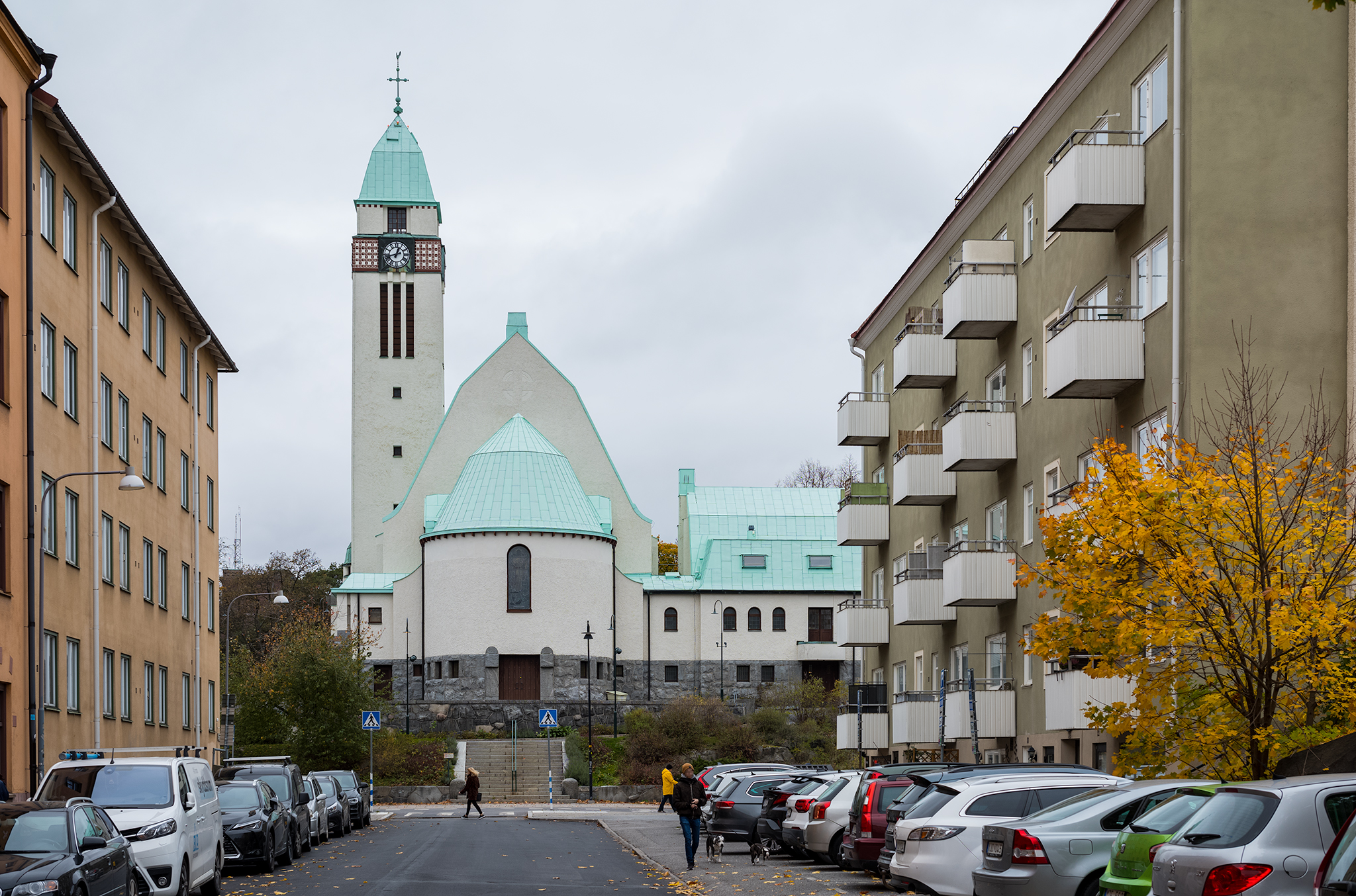
Sundbybergs kyrka sedd från Vintergatan. 2021-10-14

## Renovering av interiören
Fram till 1960-talet bevarades kyrkan i princip utan större ingrepp i exteriör eller interiör. På 1960-talet genomfördes en större renovering under ledning av Åke Porne. Han lät då avlägsna de jugendinspirerade detaljerna i fasaden, men framförallt var det kyrkans interiör som moderniserades. Kyrkan försågs bland annat med ny inredning.  

## Kyrksalen
Norr om kyrkorummet ligger kyrksalen. Planlösningen är öppen och salen skärmas endast av genom skjutdörrar. Kyrksalens västra vägg, dekoreras av glasmålningar av José Samson, utförda 1960. Mot norr finns en nisch,
med ett altare. I samband med 1960-talets renovering delades kyrksalen på höjden så att man fick två inredda salar. Salen täcks därför av ett betongbjälklag. Golvet är belagt med en linoleummatta. Den övre salen, som bevarar det ursprungliga, bemålade taket, används idag främst som repetitionsrum för kyrkans körer. Under koret uppfördes ursprungligen ett gravkapell. Det används nu som "lillkyrka" och har moderniserats med heltäckningsmatta och nya målningar. Mot väster är numera även ett stenaltare uppställt. I lillkyrkan har den före detta kororgeln placerats, tillverkad av Erik Paulsson i Uppsala, 1968. Orgeln har fyra stämmor.

## Exteriör

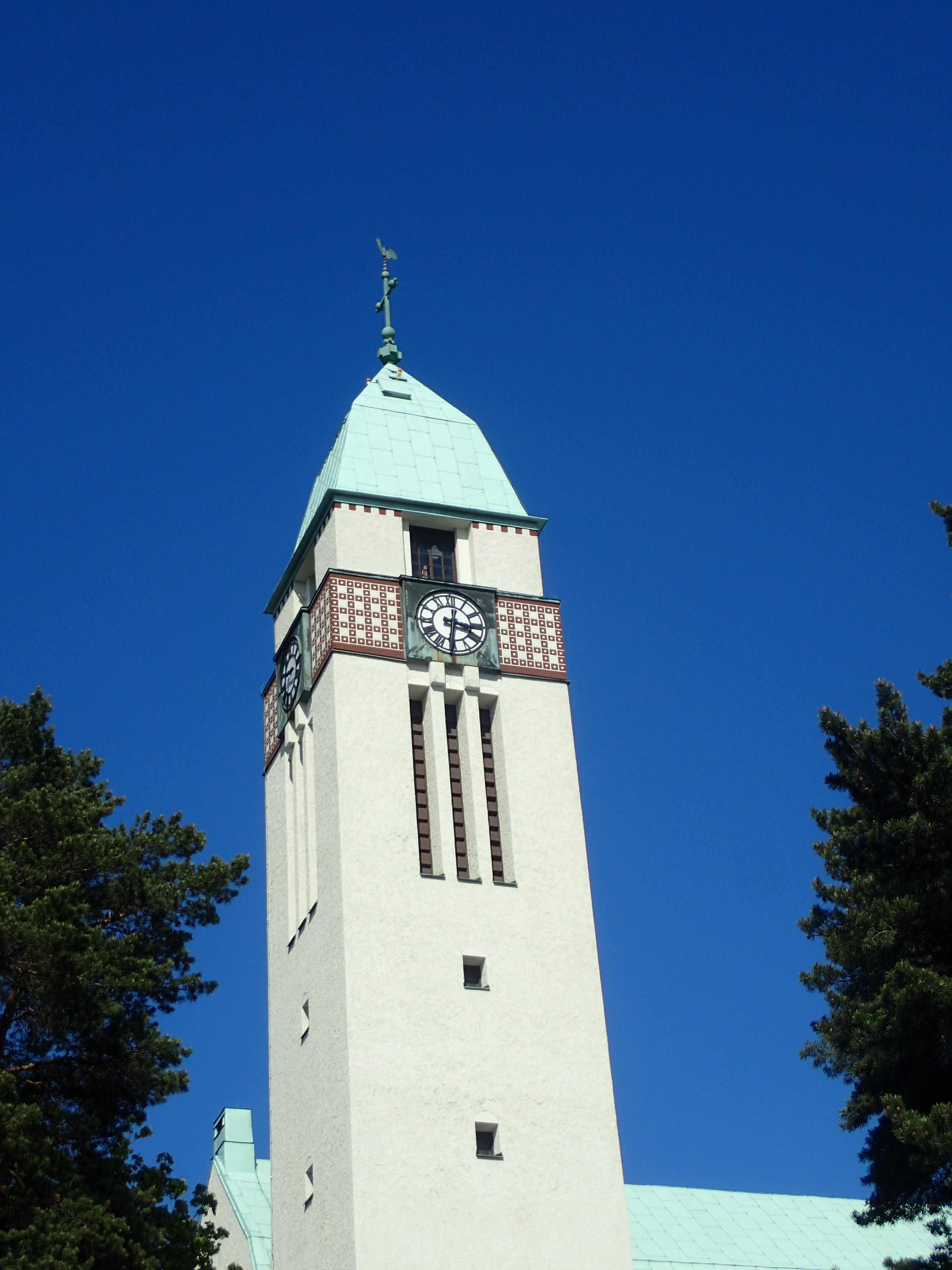
Tornet på Sundbybergs kyrka. Foto: 2017.

Kyrkobyggnaden står på en grovhuggen stensockel och har fasader av tegel putsade i vitgrått.
Den grovhuggna stensockeln består av Sundbybergs-granit, hämtad från Sundbybergs Stenhuggeri. Ursprungligen var både kyrkan och tornets fasader putsade med grov spritputs och dekorerade med slätputsade detaljer. Kyrkan täcktes ursprungligen av tegel, som i samband med en renovering 1936 ersattes med kopparplåt. Från början var kyrktaket belagt med tegel, men då teglet var av dålig kvalitet och på grund av vädrets påverkan lät man 1936 byta ut tegeltaket mot ett koppartak.
År 1963 fick kyrkan fasadbelysning. Fasaden är försedd med kraftiga strävpelare, både invid och ovanför sidoskeppen. Däremellan genombryts fasaderna av ﬂera mindre fönsteröppningar. Sidoskeppens fönster verkar kompakt rektangulära, medan mittskeppets övre fönster är vertikalt utsträckta. Västfasaden är dekorerad med ﬂera små rundbågiga fönster. Tornets murytor var tidigare dekorerade med rödbrunt kakel kring urverken. Detta avlägsnades dock under 1940-talet. Nedanför urverken är murverket genombrutet av vertikalt utdragna ljudöppningar. I kyrktornet hänger tre kyrkklockor, varav de båda större härstammar från 1910. Lillklockan tillkom 1964. Båda klockorna göts av KG Bergholtz klockgjuteri i Stockholm. Bergholtz klockgjuteri AB etablerades som klockgjuteri 1853 och i mitten av 1950-talet flyttade gjuteriet efter 100 års verksamhet i Stockholm till Sigtuna, där det tillverkar kyrkklockor och klockspel. Lillklockan, som är sekundär, tillkom 1964, och göts av mästaren Gösta Bergholtz. Genom tornet leder entrén via dubbeldörrar mot söder. Till kyrksalen finns en separat entré från öster, som markeras med en halvcirkelformad balkong.

## Interiör

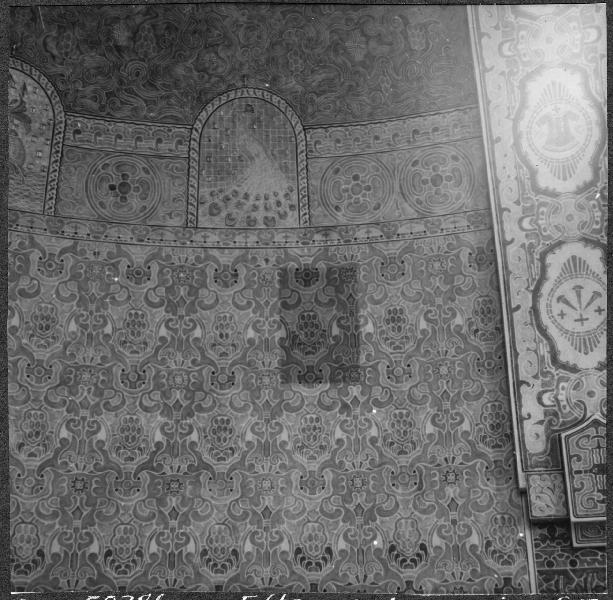
Väggmålningar i korabsiden efter restaureringen. Kalkmålningarna är utförda av Filip Månsson.

Korets och triumfbågens murpartier, liksom kyrkan i övrigt, pryds av ursprungliga kalkmålningar utförda av dekoratören Filip Månsson (1864–1933). Övriga murpartier är målade i en gråvit kulör. I korets östra vägg finns en glasmålning, som fungerar som altartavla. Glasmålningen över altaret är komponerad och utförd av Olle Hjortzberg (1872–1959). Glasmålningen, även den ursprunglig, föreställer Uppståndelsen. Motivet är "Kristus som stiger upp ur graven, pekar mot höjden medan han i andra handen håller en spira". Vid renoveringen av kyrkan 2011 upptäcktes en tidigare övertäckt nedre panel i fönstret som föreställer två hjortar vid en källa, där återfinns också Hjortzbergs signatur. Kyrksalens glasmålningar är utförda av José Samson och föreställer "Skapelsens lovsång och korset". I tornrummet är vapenhuset inrättat och det täcks av ett kryssvalv. Trappuppgången till läktaren är försedd med en dekorativ gallergrind av konstsmide, utförd av konstnären Sivert Rapp 1970.
Kyrkan hade ursprungligen även en entré mot norr, men denna sattes igen i samband med renoveringen 1960. I stället inreddes här en brudkammare. Ovanför vindfånget till den södra entrén, men även ovanför den före detta ingången mot norr, finns dekorationer i form av textband med bibelord. Dubbeldörrarna är utförda med tydlig inspiration av jugendstilen. Mittskeppet, som täcks av en öppen takstol, ﬂankeras av lägre och smalare sidoskepp. Takstolen är idag laserad i en ljusgrå kulör, men har sannolikt tidigare varit omålad. Sidoskeppen är kryssvälvda och ansluter sig till mittskeppet med runda bågar. Golven i kor och gångar är belagda med kalksten, medan golvet under bänkkvarteren är belagt med linoleum.
Predikstolen hör till kyrkans originalinredning. Den utfördes efter ritningar av arkitekten Axel Sjögren och dekorerades av Filip Månsson. I samband med 1960-talets renovering tillkom kyrkans nuvarande altare i sten och altarringen av smäckert smide med galonbeklätt knäfall. Vid samma tillfälle ersattes de äldre bänkarna med nuvarande träbänkar, laserade i grågrön kulör.

## Inventarier
- Dopfunten är ritad av Axel Sjögren och huggen i gråvit Ekebergsmarmor av Arthur Sandin.
- Ovanför triumfbågen hänger ett krucifix, skuret i trä av bildhuggaren Carl Hyllengren 1910.
- Under 1960-talets renovering fick kyrkan nytt altare i sten, ny altarring och nya bänkar.
- Predikstolen är åttkantig med raka sidor och hör till originalinredningen.

En självklar och viktig del av kyrkorummets arkitektur utgörs av armaturen. De jugendinspirerade takkronorna är ritade av arkitekt Axel Sjögren och utförda i järn. I koret står, på vardera sidan om altaret, två järnljusstakar, också ritade av Axel Sjögren. Ursprungligen var de elektrifierade och betydligt kortare än nu. I kyrkans sidoskepp hänger yngre mässingsarmaturer från 1960-talets renovering. Även dopfunten ritades av Axel Sjögren. Den är huggen i gråvit Ekebergsmarmor av Arthur Sandin (1877–1940).
Ovanför triumfbågen hänger ett triumfkrucifix, utfört 1910 av Carl Hyllengren (1858–1928). Till
kyrkans ursprungliga inventarier hör även minnestavlan under orgelläktaren i väster. Den fungerade ursprungligen som nummertavla. Dess ram, med dekorerat krön, är huggen av skulptören Carl Fagerberg (1878–1948). Numera finns en nytillverkad nummertavla till höger om triumfbågen.
I kyrkans norra sidoskepp finns en äldre målning, som föreställer Den Heliga familjen. Tavlan är utförd av en okänd italiensk mästare, men tros eventuellt ha utförts av Sebastiano Ricci omkring 1700. En mässhake är ursprunglig från 1911. Den är tillverkad i röd sammet med guldbrokad och skänktes av Max Sievert från Max Sieverts Fabriksaktiebolag. Från samma tid härrör ett antependium, även det i röd sammet. Under 1940- och 1950- talen donerades ett ﬂertal textilier till kyrkan.
Kyrkans nattvardssilver består av kalk och paten från 1800-talet, samt vinkanna och oblatask
från 1911. Sockenbudstygets kalk och paten kommer från Bromma församling och härstammar från 1700-talet. Kannan och oblatasken inköptes 1914.

## Orgel
År 1961 uppfördes en ny orgel med 32 stämmor på läktaren i väster av Åkerman & Lund, Knivsta. Den ursprungliga orgelfasaden var uppbyggd av två högsträckta sidopartier på vardera sidan om västfönstren. I samband med att den äldre orgeln  ersattes med den nya, täcktes den tidigare utsikten genom fönstren. År 2004 försågs kyrkan med en ny kororgel från Lettland. Från korets norra vägg leder en dörr in till sakristian, vars tak pryds av målningar och synliga träbjälkar. Den ursprungliga skåpsinredningen finns ännu bevarad.
- 1911 byggde Åkerman & Lund, Sundbyberg en orgel med 10 stämmor, två manualer och pedal. Orgeln byggdes om av samma firma 1948 till 16 stämmor, två manualer och pedal.
- Den tidigare orgeln från 1961 var helt nybyggd av Åkerman & Lund, Knivsta och hade en fasad ritad av Åke Porne. Orgeln var mekanisk. Den monterades ned och såldes till Baltikum 2006.

| Ryggpositiv I   | Huvudverk II  | Bröstverk III     | Pedal        | Koppel |
| Gedackt 8'      | Principal 8'  | Trägedackt 8'     | Subbas 16´   | I/P    |
| Kvintadena 8'   | Rörflöjt 8'   | Rörflöjt 4'       | Principal 8' | II/P   |
| Principal 4'    | Oktava 4'     | Principal 2'      | Gedackt 8'   | III/P  |
| Gedacktflöjt 4' | Spetsflöjt 4' | Blockflöjt 2'     | Oktava 4'    | I/II   |
| Gemshorn 2'     | Oktava 2'     | Oktava 1'         | Nachthorn 2' | III/II |
| Sifflöjt 1 1/3' | Corno 8'      | Cymbel            | Mixtur       |        |
|                 | Scharff       | Regal 8'          | Fagott 16'   |        |
|                 | Krummhorn 8'  | Tremulant         | Skalmeja 4'  |        |
|                 | Tremulant     | Crescendosvällare |              |        |

- Nuvarande orgel tillverkades 2006–2007, även den av Åkerman & Lund. Den har 37 stämmor, tre manualer och pedalklaviatur. Det är normalt att orgeln har flera manualer, det vill säga klaviaturer för spel med händerna, placerade terrassformigt ovanför varandra. Även en pedalklaviatur finns vanligen på en orgel. Pedalklaviaturen har stora tangenter och kallas även pedalklav eller pedaltastatur. Taster är pedalklaviatur, på vilka man kan spela med fötterna. Manualklaviaturerna och pedalklaviaturen är förbundna med pipor; man har vanligen olika uppsättningar för manual respektive pedal. Orgelfasaden ritades av Lars Norgren, som då efterliknade den ursprungliga orgelfasaden från 1911.
- Man har även ett positiv tillverkat 2003 av den lettisk–kanadensiske kompositören och dirigenten Janis Kalnins (Jānis Kalniņš) (1904–2000), Lettland, placerat i södra korsarmen.

## Kyrkans läge
Sundbybergs kyrka ligger monumentalt på en höjd, trots att det senare har tillkommit flerfamiljshus. Den kuperade kyrkotomten är beväxt med naturlig skogsvegetation. Kyrkans tunga fasadspråk, som förstärks av den grovhuggna sockeln och gråvita putsen, hämtar sin inspiration från äldre svensk arkitektur men även från europeisk
senjugends enkla former. Invändigt präglas kyrkorummet av ljus och rymd med den öppna takstolen. I kontrast till kyrkorummets ljusa prägel står det absidformade koret, som dekorerats med väggmålningar i nationalromantisk stil. Till kyrkorummets ursprungliga inredning och inventarier hör predikstolen, dekorerad med samma typ av ornamentala målningar som koret. Även dopfunten, krucifixet och minnestavlan tillhör kyrkans ursprungliga inventarier. I samband med 1960-talets renovering försågs kyrkan med nytt altare, ny altarring och nya bänkar. Altaret och altarringen har en enkel och lätt karaktär i jämförelse med korets tyngd och dess ursprungliga inredning. I kyrkorummet är det annars den västra delen med den nya orgeln som mest påverkats av 1960-talets ingrepp. Kyrksalen karaktäriseras framförallt av 1960-talets renovering, med det moderna takbjälklaget, glasmålningarna i fönstren och nischen för altaret mot norr. Den övre salen tillkom i sin helhet under renoveringen. Dock ger det bevarade innertaket en uppfattning om den ursprungliga kyrksalens rymd och karaktär.

### Diskografi
- Orgelliv : sju sekel i Stockholms stifts kyrkor / redaktör: Christina Nilsson ; foto: Magnus Aronson, Mats Åsman. Stockholm: Kulturhistoriska bokförlaget. 2012. Libris 13609452. ISBN 978-91-87151-04-0 - Innehåller CD med musik på kyrkans Åkerman & Lund-orgel framförd av Jörgen Lindström.
- Prière : orgeln i Sundbybergs kyrka / Lindström, Jörgen, orgel. CD. Ictus Musikproduktion IMP 0907. 2008.